# Hymenophyllum cernuum
Hymenophyllum cernuum är en hinnbräkenväxtart som beskrevs av Gepp. Hymenophyllum cernuum ingår i släktet Hymenophyllum och familjen Hymenophyllaceae. Inga underarter finns listade.